# Dolores Rakouská
Dolores Rakouská (Maria de los Dolores Beatrix Karolina Blanka Leopoldina; 5. května 1891, Lvov - 10. dubna 1974, Viareggio) byla členka toskánské linie Habsbursko-lotrinské dynastie, arcivévodkyně rakouská, princezna česká, uherská a toskánská.

## Život
Narodila se 5. května 1891 ve Lvově jako nejstarší dítě arcivévody Leopolda Salvátora Rakousko-Toskánského a jeho manželky infantky Blanky Bourbonsko-Kastilské. Její matka byla nejstarší dcerou Karla Bourbonského, vévody z Madridu a karlistického uchazeče o trůn Španělska.
Vyrůstala v posledním období rakousko-uherské monarchie. Její otec, který následoval kariéru v armádě, byl vynálezcem několika vojenských patentů. Její matka byla dominantní silou v rodině. Žily v multikulturní domácnosti. Otcovští předkové vládli v Rakousku, Toskánsku a v Království obojí Sicílie. Mateřští předkové vládli v Španělsku, Parmě a ve Francii.
Byla vzdělávána se svými sestrami Immaculatou a Markétou. Ve Vídni žily v Toskánském paláci a na dovolonenou jezdívaly do Itálie, kde žily ve venkovské nemovitosti ve Viareggiu. Během 1. světové války její otec a dva nejstarší bratři bojovali v rakousko-uherské armádě.
Po pádu Habsburské monarchie republikánská vláda Rakouska zkonfiskovala všechno vlastnictví Habsburků a rodina se ocitla bez majetku. Její dva nejstarší bratři, Rainer a Leopold zůstali v Rakousku aby poznávali novou republiku a zbytek rodiny odešel do Španělska. V lednu 1919 dorazily do Barcelony kde žily více než deset let. Žily zde skromně. Arcivévodkyně Dolores zůstala svobodná. Byla mírně tělesně postižená kulháním. Tuto vadu měla již od dětství. Politická situace v Druhé Španělské republice donutila rodinu opustit zemi a vrátit se do Rakouska. Byly schopny si pronajmout tři pokoje jejich bývalé rezidence v Toskánském paláci. V březnu 1938 Adolf Hitler připojil Rakousko k Německu a Dolores se svou matkou a mladšími sourozenci odešli do Tenuta Reale, do vily patřící rodině její matky poblíž Viareggia. Protože se během války situace zhoršovala tak se rodina vrátila zpět do Barcelony. Když skončila válka vrátily, se zpět do Viareggia. Zde Dolores žila až do své smrti. Zemřela 10. dubna 1974.

## Tituly a oslovení
- 5. května 1891 - 31. října 1918: Její královská Výsost arcivévodkyně Dolores Rakouská, princezna uherská, česká a toskánská
- 31. října 1918 - 10. dubna 1974: Její královská Výsost arcivévodkyně Dolores Rakouská, princezna uherská, česká a toskánská (titulární)

## Vývod z předků
|                    |                                     |  |                       |                                   |  |  |  |  |  |  |  | Ferdinand III. Toskánský |
|                    |                                     |  |                       |                                   |  |  |  |  |  |  |  |                          |
|                    | Leopold II. Toskánský               |  |                       |                                   |  |  |  |  |  |  |  |                          |
|                    |                                     |  |                       |                                   |  |  |  |  |  |  |  |                          |
|                    |                                     |  |                       | Luisa Marie Neapolsko-Sicilská    |  |  |  |  |  |  |  |                          |
|                    |                                     |  |                       |                                   |  |  |  |  |  |  |  |                          |
|                    | Karel Salvátor Rakousko-Toskánský   |  |                       |                                   |  |  |  |  |  |  |  |                          |
|                    |                                     |  |                       |                                   |  |  |  |  |  |  |  |                          |
|                    |                                     |  |                       | František I. Neapolsko-Sicilský   |  |  |  |  |  |  |  |                          |
|                    |                                     |  |                       |                                   |  |  |  |  |  |  |  |                          |
|                    | Marie Antonie Neapolsko-Sicilská    |  |                       |                                   |  |  |  |  |  |  |  |                          |
|                    |                                     |  |                       |                                   |  |  |  |  |  |  |  |                          |
|                    |                                     |  |                       | Marie Isabela Španělská           |  |  |  |  |  |  |  |                          |
|                    |                                     |  |                       |                                   |  |  |  |  |  |  |  |                          |
|                    | Leopold Salvátor Rakousko-Toskánský |  |                       |                                   |  |  |  |  |  |  |  |                          |
|                    |                                     |  |                       |                                   |  |  |  |  |  |  |  |                          |
|                    |                                     |  |                       | František I. Neapolsko-Sicilský   |  |  |  |  |  |  |  |                          |
|                    |                                     |  |                       |                                   |  |  |  |  |  |  |  |                          |
|                    | Ferdinand II. Neapolsko-Sicilský    |  |                       |                                   |  |  |  |  |  |  |  |                          |
|                    |                                     |  |                       |                                   |  |  |  |  |  |  |  |                          |
|                    |                                     |  |                       | Marie Isabela Španělská           |  |  |  |  |  |  |  |                          |
|                    |                                     |  |                       |                                   |  |  |  |  |  |  |  |                          |
|                    | Marie Imakuláta Neapolsko-Sicilská  |  |                       |                                   |  |  |  |  |  |  |  |                          |
|                    |                                     |  |                       |                                   |  |  |  |  |  |  |  |                          |
|                    |                                     |  |                       | Karel Ludvík Rakousko-Těšínský    |  |  |  |  |  |  |  |                          |
|                    |                                     |  |                       |                                   |  |  |  |  |  |  |  |                          |
|                    | Marie Terezie Rakousko-Těšínská     |  |                       |                                   |  |  |  |  |  |  |  |                          |
|                    |                                     |  |                       |                                   |  |  |  |  |  |  |  |                          |
|                    |                                     |  |                       | Jindřiška Nasavsko-Weilburská     |  |  |  |  |  |  |  |                          |
|                    |                                     |  |                       |                                   |  |  |  |  |  |  |  |                          |
| 'Dolores Rakouská' |                                     |  |                       |                                   |  |  |  |  |  |  |  |                          |
|                    |                                     |  |                       |                                   |  |  |  |  |  |  |  |                          |
|                    |                                     |  | Karel Maria Španělský |                                   |  |  |  |  |  |  |  |                          |
|                    |                                     |  |                       |                                   |  |  |  |  |  |  |  |                          |
|                    | Jan Karel Bourbonsko-Španělský      |  |                       |                                   |  |  |  |  |  |  |  |                          |
|                    |                                     |  |                       |                                   |  |  |  |  |  |  |  |                          |
|                    |                                     |  |                       | Marie Františka Portugalská       |  |  |  |  |  |  |  |                          |
|                    |                                     |  |                       |                                   |  |  |  |  |  |  |  |                          |
|                    | Karel, vévoda madridský             |  |                       |                                   |  |  |  |  |  |  |  |                          |
|                    |                                     |  |                       |                                   |  |  |  |  |  |  |  |                          |
|                    |                                     |  |                       | František IV. Modenský            |  |  |  |  |  |  |  |                          |
|                    |                                     |  |                       |                                   |  |  |  |  |  |  |  |                          |
|                    | Marie Beatrix Rakouská-Este         |  |                       |                                   |  |  |  |  |  |  |  |                          |
|                    |                                     |  |                       |                                   |  |  |  |  |  |  |  |                          |
|                    |                                     |  |                       | Marie Beatrice Savojská           |  |  |  |  |  |  |  |                          |
|                    |                                     |  |                       |                                   |  |  |  |  |  |  |  |                          |
|                    | Blanka Bourbonsko-Kastilská         |  |                       |                                   |  |  |  |  |  |  |  |                          |
|                    |                                     |  |                       |                                   |  |  |  |  |  |  |  |                          |
|                    |                                     |  |                       | Karel II. Parmský                 |  |  |  |  |  |  |  |                          |
|                    |                                     |  |                       |                                   |  |  |  |  |  |  |  |                          |
|                    | Karel III. Parmský                  |  |                       |                                   |  |  |  |  |  |  |  |                          |
|                    |                                     |  |                       |                                   |  |  |  |  |  |  |  |                          |
|                    |                                     |  |                       | Marie Terezie Savojská            |  |  |  |  |  |  |  |                          |
|                    |                                     |  |                       |                                   |  |  |  |  |  |  |  |                          |
|                    | Markéta Bourbonsko-Parmská          |  |                       |                                   |  |  |  |  |  |  |  |                          |
|                    |                                     |  |                       |                                   |  |  |  |  |  |  |  |                          |
|                    |                                     |  |                       | Karel Ferdinand Bourbonský        |  |  |  |  |  |  |  |                          |
|                    |                                     |  |                       |                                   |  |  |  |  |  |  |  |                          |
|                    | Luisa Marie Terezie z Artois        |  |                       |                                   |  |  |  |  |  |  |  |                          |
|                    |                                     |  |                       |                                   |  |  |  |  |  |  |  |                          |
|                    |                                     |  |                       | Marie Karolína Neapolsko-Sicilská |  |  |  |  |  |  |  |                          |
|                    |                                     |  |                       |                                   |  |  |  |  |  |  |  |                          |